# Potim (ort)
Potim är en ort i Brasilien.   Den ligger i kommunen Potim och delstaten São Paulo, i den sydöstra delen av landet, 800 km söder om huvudstaden Brasília. Potim ligger 533 meter över havet och antalet invånare är 19 413.
Terrängen runt Potim är platt åt nordväst, men åt sydost är den kuperad.Runt Potim är det tätbefolkat, med 286 invånare per kvadratkilometer.. Närmaste större samhälle är Guaratinguetá, 6,7 km öster om Potim.
Omgivningarna runt Potim är huvudsakligen savann.